# Dubí
Dubí település Csehországban, Teplicei járásban. Dubí Proboštov, Krupka, Novosedlice, Újezdeček, Teplice, Košťany és Altenberg településekkel határos. Lakosainak száma 8071 fő (2024. január 1.).

## Népesség
A település lakosságának változását az alábbi diagram mutatja:
| Lakosok száma | 4431 | 17 886 | 17 506 | 11 107 | 9160 | 7838 | 7979 | 7870 | 7560 | 8071 |
|               | 1869 | 1900   | 1921   | 1961   | 1980 | 2011 | 2016 | 2019 | 2021 | 2024 |